# ميثاء بنت محمد بن راشد آل مكتوم

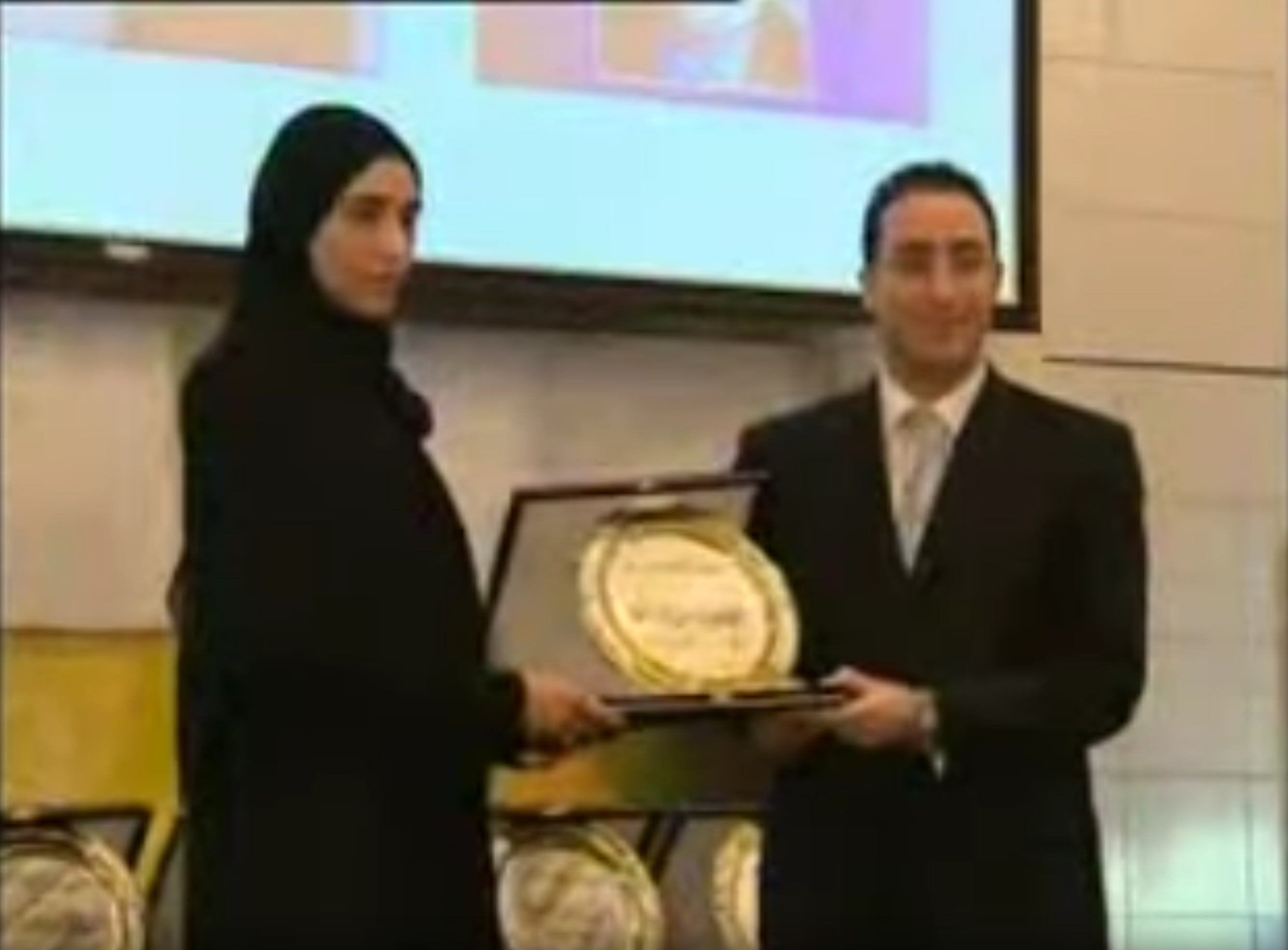
الشيخة ميثاء بنت محمد بن راشد آل مكتوم تستلم جائزة أفضل رياضية عربية لعام ٢٠٠٦ من الرئيس التنفيذي لموقع مكتوب الرياضة إلى الأبد سميح طوقان

مَيْثَاء بِنتِ مُحَمَّد ابْنِ رَاشِد آل مَكتُوم (ولدت في 5 مارس 1980) هي لاعبة كاراتيه وتايكوندو وبولو ومن الأسرة الحاكمة في دبي. وهي أول امرأة إماراتية تمثل الدولة في الألعاب الأولمبية عام 2008.

## الحياة الشخصية
ميثاء هي ابنة الشيخ محمد بن راشد آل مكتوم، نائب رئيس دولة الإمارات العربية المتحدة ورئيس مجلس الوزراء وحاكم إمارة دبي. والدتها حورية أحمد جزائرية، وهي أخت الشيخة شمسة والشيخة لطيفة والشيخ ماجد؛ عُينت كعضو مجلس إدارة في مؤسسة المبادرة العالمية في ديسمبر 2015.

## المسيرة الرياضية
في عام 2000، بدأت ميثاء مسيرتها في الفنون القتالية. وفي عام 2004، فازت بفئة الكاراتيه 65 كغم في دورة الألعاب العربية العاشرة وأصبحت أول امرأة إماراتية تفوز بميدالية ذهبية دولية.
مثلت دولة الإمارات في دورة الألعاب الآسيوية 2006، وفازت بالميدالية الفضية في حدث الكاراتيه للسيدات فوق 60 كيلوغرام.[بحاجة لمصدر] وفي عام 2007، فازت بميدالية ذهبية أخرى في دورة الألعاب العربية التي أقيمت في القاهرة. في مارس 2008، أعلنت اللجنة الأولمبية الوطنية الإماراتية عن مشاركة ميثا في دورة الألعاب الأولمبية الصيفية 2008، وشاركت في التايكواندو في فئة 67 كجم للنساء. وفي مارس 2011 شاركت في بطولة دول مجلس التعاون الخليجي الرياضية للسيدات في أبو ظبي وحصلت على الميدالية الذهبية في التايكوندو. بدأت ميثاء ممارسة لعبة البولو للسيدات في سن الثانية والثلاثين، بسب الإصابات التي منعتها من مواصلة الفنون القتالية.
شاركت مع فريقها في الكأس الفضية IFZA عام 2021 وتأهلت إلى الدور نصف النهائي. وفي بطولة كأس ماسترز للبولو 2021، وتحدي دبي للبولو 2021، حيث قادت فريقها الإماراتي إلى الفوز.

## الجوائز
- في عام 2007، حصلت على لقب أفضل امرأة رياضية عربية لفوزها بالميدالية الفضية في دورة الألعاب الآسيوية عام 2006.[23]
- في ديسمبر 2007، كانت أول امرأة عربية تحصل على جائزة اللعب النظيف العالمية[الإنجليزية] في باريس، فرنسا.[24]
- في عام 2008، أدرجت في المركز السابع عشر في قائمة «الشباب الملكي العشرون الأكثر إثارة» الصادرة عن مجلة فوربس.[5]

## روابط خارجية
- ميثاء بنت محمد بن راشد آل مكتوم على موقع أوليمبيديا (الإنجليزية)